# دبيب الحوت
دَبِيب الحوت أو ذات النَفَسَيْن (الاسم العلمي Ceratodus)، جنس أسماك نهرية وبحيرية منقرضة كانت تعيش في المياه الراكدة السملة. تتميز بازدواجية أعضائها التنفسية. أنواعها قليلة جميعها كبيرة القد، صغيرة الرأس، مستعرضة المؤخر، طولها يرواح من 100 إلى 180 سم.